# Holocryphia
Holocryphia — рід грибів родини Cryphonectriaceae. Назва вперше опублікована 2006 року.